# Aliança Republicana
Aliança Republicana va ser una plataforma política espanyola que va agrupar a diversos partits i agrupacions de caràcter republicà durant la dictadura de Primo de Rivera.
Es va crear en 1926 i la componien quatre partits i agrupacions que anaven des del republicanisme històric als noves formacions republicanes: el Partit Republicà Radical, d'Alejandro Lerroux, fundat en 1908, el qual s'havia allunyat de l'anticlericalisme i anticatalanisme dels seus orígens i s'havia convertit en un partit moderat; el Partit Republicà Federal, també històric però mancat pràcticament de militància, que va abandonar aviat l'Aliança; el Grup d'Acció Republicana, format en 1925 i no constituït com a partit fins a 1930, encapçalat per Manuel Azaña i que incloïa joves professionals i intel·lectuals (com José Giral, Luis Jiménez de Asúa o Ramón Pérez de Ayala), provinents en la seva majoria de l'Ateneu de Madrid; i el Partit Republicà Català, fundat en 1917, de Marcel·lí Domingo i Lluís Companys, que constituïa l'ala esquerrana del catalanisme polític. També col·laboraven amb l'Aliança intel·lectuals com Vicente Blasco Ibáñez, Miguel de Unamuno, Antonio Machado o Gregorio Marañón. Encara que units per la seva comuna oposició a la monarquia i la dictadura, es tractava d'un grup políticament heterogeni.
El desembre de 1929, els sectors més esquerrans de l'Aliança, dirigits per Álvaro de Albornoz i Marcel·lí Domingo, se separen de l'Aliança per a crear el Partit Republicà Radical Socialista (Domingo va seguir sent el president del Partit Republicà Català fins a desembre de 1930, quan definitivament optà per la política nacional i cedí el lideratge del PRC a Companys). Per la seva banda, el naixement del PRRS va animar Acció Republicana a constituir-se en partit polític en els primers mesos de 1930, mantenint-se dintre de l'Aliança, a pesar de la seva evident discrepància política amb els radicals de Lerroux. Després de la caiguda de Primo de Rivera, l'Aliança catalitzà l'oposició dinàstica. El 14 de maig de 1930, l'Aliança i els radicalsocialistes van formar un Comitè conjunt amb el propòsit d'"aconseguir la instauració i consolidació de la República a Espanya". A aquest pacte es van anar unint diversos grups republicans locals, com l'ORGA de Santiago Casares Quiroga i Antonio Villar Ponte o la Unió Republicana Autonomista de València, dirigida per Sigfrido Blasco-Ibáñez (més tard s'integrarien en el Comitè la Dreta Liberal Republicana i els republicans catalanistes).
El 17 d'agost de 1930, Azaña i Lerroux, en representació de l'Aliança, van participar en la reunió del Pacte de Sant Sebastià, on es va acordar la creació de l'anomenat Comitè de la Conjunció, que aviat es transformaria en Govern Provisional de la República. Després de la proclamació de la República, l'Aliança Republicana es va dissoldre, si bé a les eleccions a Corts Constituents de juny de 1931, la Conjunció republicana-socialista es va presentar en algunes províncies amb el rètol de l'Aliança (si bé cada partit de la coalició va concórrer amb el seu propi programa). Els debats constitucionals, que van reforçar l'aliança entre socialistes, radicalsocialistes i Acció Republicana i van fer sortir de la coalició als radicals de Lerroux i als progressistes (la Dreta Liberal Republicana, que havia canviat el seu nom a l'agost de 1931 pel de Partit Republicà Progressista), van significar la fi formal de l'Aliança Republicana.